# 武陟之战
武陟之战，北周大象二年（580年）八月，北周上柱国韦孝宽率军在武陟（今河南省武陟县西）大败尉迟惇的作战。
周宣帝死后，左丞相杨坚辅政年仅八岁的周静帝，总揽军攻大权。宇文泰外甥尉迟迥知道杨坚对周室不利，于580年六月公开起兵反抗。七月，杨坚命韦孝宽为行軍元帅，率七总管兵前往讨。七月三十日，韦孝宽军进至怀县永桥镇（今河南武陟西南）东南。永桥城池坚固，地当要冲，已为降于尉迟迥的镇将纥豆陵惠据守。诸将一致请先攻此城，韦孝宽说服众将，引军进至武陟扎营。尉迟迥派其子尉迟惇率军十万抵达武德（今河南武陟东南），在沁水东岸布阵二十余里。沁水暴涨，两军隔水相对。八月十七日，杨坚委派监军高颎到达前线后，令在沁水架桥，准备发起进攻。尉迟惇军从上游放下火筏，企图焚桥。高颎命士卒在上游构筑水中障碍“土狗”，以阻火筏近桥。尉迟惇军稍退，需要等韦孝宽军半渡而击。韦孝宽乘机齐进，全军渡毕，高颎下令焚桥，断绝士卒反顾之心。韦孝宽军奋力攻打，大败尉迟惇军。尉迟惇单骑逃往邺城（今河北省临漳县西南）。韦孝宽军追击，真抵邺城。